# Commissari tecnici della nazionale maschile di calcio dei Paesi Bassi

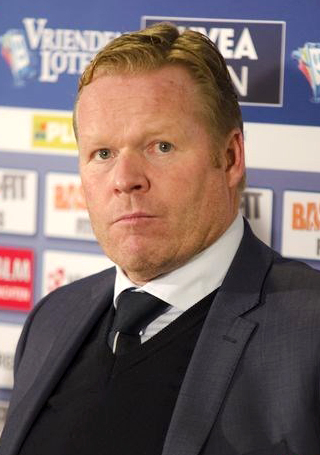
Ronald Koeman, commissario tecnico della nazionale olandese dal 2023

Questo è un elenco dei commissari tecnici della nazionale di calcio dei Paesi Bassi.
La Koninklijke Nederlandse Voetbal Bond fu fondata l'8 dicembre 1889 e fu una delle organizzazioni fondatrici della FIFA nel 1904. La nazionale olandese giocò la sua prima partita internazionale ufficiale il 30 aprile 1905 contro il Belgio. Il primo allenatore della nazionale olandese fu Cees van Hasselt. Nel corso della storia della nazionale olandese, essa ha avuto 51 allenatori. La squadra è stata inoltre allenata da sostituti sette volte e da allenatori in carica quattro volte.
Sotto la guida di Rinus Michels, la nazionale vinse la medaglia d'oro agli Europei del 1988. La nazionale giocò il maggior numero di partite (87) sotto la guida dell'allenatore inglese Bob Glendenning, che guidò la nazionale due volte: nel 1923 e dal 1925 al 1940. Si classificò anche al primo posto per numero di sconfitte: 36. La nazionale ottenne il maggior numero di vittorie (40) sotto la guida di Louis van Gaal.
L'allenatore della nazionale dal 2023 è Ronald Koeman.

## Elenco cronologico
| Immagine | Commissario tecnico        | Mandato   | G  | V  | P  | S  | V%      | Grandi competizioni                                                                                          |
| -------- | -------------------------- | --------- | -- | -- | -- | -- | ------- | --- |
|          | Cees van Hasselt           | 1905-1908 | 11 | 6  | 0  | 5  | 54,55   | |
|          | Edgar Chadwick             | 1908-1913 | 24 | 14 | 2  | 8  | 58,33   | Olimpiadi 1908 – 3° posto Olimpiadi 1912 – 3° posto                                                          |
|          | Jimmy Hogan (vice)         | 1910      | 1  | 1  | 0  | 0  | 100,00& | |
|          | Fred Warburton (vice)      | 1912      | 1  | 1  | 0  | 0  | 100,00& | |
|          | Tom Bradshaw (vice)        | 1913      | 1  | 0  | 0  | 1  | &0,00   | |
|          | Billy Hunter               | 1914      | 4  | 2  | 1  | 1  | 50,00   | |
|          | Jack Reynolds              | 1919      | 1  | 1  | 0  | 0  | 100,00& | |
|          | Fred Warburton             | 1919-1923 | 20 | 7  | 6  | 7  | 35,00   | Olimpiadi 1920 – Quarti di finale                                                                            |
|          | Harry Waites (vice)        | 1921      | 1  | 0  | 1  | 0  | &0,00   | |
|          | Bob Glendenning            | 1923      | 1  | 1  | 0  | 0  | 100,00& | |
|          | William Townley            | 1924      | 8  | 2  | 3  | 3  | 25,00   | Olimpiadi 1924 – 4° posto                                                                                    |
|          | John Bollington            | 1924      | 1  | 1  | 0  | 0  | 100,00& | |
|          | Bob Glendenning            | 1925-1940 | 86 | 35 | 15 | 36 | 40,70   | Olimpiadi 1928 – Ottavi di finale Coppa del mondo 1934 – Primo turno Coppa del mondo 1934 – Ottavi di finale |
|          | Karel Kaufman              | 1946      | 4  | 2  | 1  | 1  | 50,00   | |
|          | Jesse Carver               | 1947-1948 | 10 | 6  | 2  | 2  | 60,00   | Olimpiadi 1948 – Ottavi di finale                                                                            |
|          | Tom Sneddon                | 1948      | 1  | 0  | 1  | 0  | &0,00   | |
|          | Karel Kaufman              | 1949      | 2  | 1  | 1  | 0  | 50,00   | |
|          | Jaap van der Leck          | 1949-1954 | 29 | 5  | 3  | 21 | 17,24   | Olimpiadi 1952: Primo turno                                                                                  |
|          | Karel Kaufman              | 1954      | 1  | 0  | 0  | 1  | &0,00   | |
|          | Friedrich Donnefeld        | 1955      | 1  | 0  | 1  | 0  | &0,00   | |
|          | Max Merkel                 | 1955-1956 | 10 | 7  | 1  | 2  | 70,00   | |
|          | Heinrich Müller            | 1956      | 1  | 1  | 0  | 0  | 100,00& | |
|          | Friedrich Donnenfeld       | 1956      | 2  | 1  | 1  | 0  | 50,00   | |
|          | George Hardwick            | 1957      | 5  | 1  | 1  | 3  | 20,00   | |
|          | Eleck Schwartz             | 1957-1964 | 49 | 19 | 12 | 18 | 38,78   | |
|          | Denis Neville              | 1964-1965 | 8  | 2  | 3  | 3  | 25,00   | |
|          | Georg Kessler              | 1966-1970 | 28 | 10 | 6  | 12 | 35,71   | |
|          | František Fadrhonc         | 1970-1973 | 20 | 13 | 4  | 3  | 65,00   | |
|          | Rinus Michels              | 1974      | 10 | 6  | 3  | 1  | 60,00   | Coppa del mondo 1974 – 2° posto                                                                              |
|          | George Knobel              | 1974-1976 | 15 | 9  | 1  | 5  | 60,00   | |
|          | Jan Zwartkruis             | 1976-1977 | 4  | 3  | 1  | 0  | 75,00   | |
|          | Ernst Hapel                | 1977-1978 | 12 | 8  | 2  | 2  | 66,67   | |
|          | Jan Zwartkruis (vice)      | 1977      | 2  | 1  | 1  | 0  | 50,00   | |
|          | Jan Zwartkruis             | 1978-1981 | 22 | 8  | 6  | 8  | 36,36   | |
|          | Rob Baan (ad interim)      | 1981      | 1  | 1  | 0  | 0  | 100,00& | |
|          | Kes Reivers                | 1981-1984 | 21 | 10 | 3  | 8  | 47,62   | |
|          | Rob Baan (vice)            | 1981      | 1  | 1  | 0  | 0  | 100,00& | |
|          | Rinus Michels              | 1984      | 2  | 1  | 0  | 1  | 50,00   | |
|          | Leo Beenhakker             | 1985-1986 | 7  | 5  | 1  | 1  | 71,43   | |
|          | Rinus Michels              | 1986-1988 | 22 | 12 | 6  | 4  | 54,55   | |
|          | Thijs Libregts             | 1988-1989 | 11 | 6  | 3  | 2  | 54,55   | |
|          | Nol de Ruyter (ad interim) | 1990      | 2  | 0  | 1  | 1  | &0,00   | |
|          | Leo Beenhakker             | 1990      | 6  | 1  | 3  | 2  | 16,67   | |
|          | Rinus Michels              | 1990-1992 | 19 | 11 | 5  | 3  | 57,89   | Euro 1992 – 3° posto                                                                                         |
|          | Dick Advocaat              | 1992-1994 | 26 | 15 | 6  | 5  | 57,69   | Coppa del mondo 1994 – Quarti di finale                                                                      |
|          | Guus Hiddink               | 1995-1998 | 38 | 22 | 8  | 8  | 57,89   | Euro 1996 – Quarti di finale Coppa del mondo 1998 – 4° posto                                                 |
|          | Jan Rab                    | 1997      | 1  | 0  | 0  | 1  | &0,00   | |
|          | Frank Rijkaard             | 1998-2006 | 22 | 8  | 12 | 2  | 36,36   | Euro 2000 – 3° posto                                                                                         |
|          | Louis van Gaal             | 2000-2001 | 14 | 8  | 4  | 2  | 57,14   | |
|          | Dick Advocaat              | 2002-2004 | 29 | 16 | 7  | 6  | 55,17   | Euro 2004 – 3° posto                                                                                         |
|          | Marco van Basten           | 2004-2008 | 52 | 35 | 11 | 6  | 67,31   | Coppa del mondo 2006 – Ottavi di finale Euro 2008 – Quarti di finale                                         |
|          | Bert van Marwijk           | 2008-2012 | 52 | 34 | 10 | 8  | 65,38   | Coppa del mondo 2010 – 2° posto Euro 2012: 4° posto nel girone                                               |
|          | Louis van Gaal             | 2012-2014 | 29 | 18 | 9  | 2  | 62,07   | Coppa del mondo 2014 – 3° posto                                                                              |
|          | Guus Hiddink               | 2014-2015 | 10 | 4  | 1  | 5  | 40,00   | |
|          | Danny Blind                | 2015-2017 | 17 | 7  | 3  | 7  | 41,18   | |
|          | Fred Grimm                 | 2017      | 3  | 2  | 0  | 1  | 66,67   | |
|          | Dick Advocaat              | 2017      | 7  | 6  | 0  | 1  | 85,71   | |
|          | Ronald Koeman              | 2018-2019 | 20 | 11 | 5  | 4  | 55,00   | UEFA Nations League 2018-2019 – 2° posto                                                                     |
|          | Dwight Lodeweges           | 2020      | 2  | 1  | 0  | 1  | 50,00   | |
|          | Frank de Boer              | 2020-2021 | 15 | 8  | 4  | 3  | 53,33   | Euro 2020 – Ottavi di finale                                                                                 |
|          | Louis van Gaal             | 2021-2022 | 20 | 14 | 6  | 0  | 70,00   | Coppa del mondo 2022 – Quarti di finale                                                                      |
|          | Ronald Koeman              | dal 2023  | 28 | 14 | 6  | 8  | 50,00   | Euro 2024 – Semifinale UEFA Nations League 2024-2025 – Quarti di finale                                      |